# Japan Anima(tor)'s Exhibition
Japan Anima(tor)'s Exhibition eller Japan Animator Expo, i Japan känd som Nihon Anima(tor) mihon'ichi (日本アニメ（ーター）見本市 Nihon anime(etaa) mihon'ichi?), är en serie animerade kortfilmer som produceras av Hideaki Anno och Nobuo Kawakami på Khara respektive Dwango, tillsammans med flera olika regissörer och animatörer. Serien har som mål att visa upp nya animatörers verk för världen.
Serien hade premiär den 7 november 2014, och planeras bli 30 avsnitt lång. Avsnitten distribueras digitalt via seriens officiella webbsida, via Nico Nico och via Japan Anima(tor)'s Exhibition-applikationer till Android och IOS.

## Filmer
| Nr | Titel | Speltid   | Regi                                         | Musik            | Animation                       | Premiär          |
| --- | --- | --------- | -------------------------------------------- | ---------------- | ------------------------------- | ---------------- |
| 1 | "The Dragon Dentist"                                                                                                   | 8.52 min. | Ōtarō Maijō Kazuya Tsurumaki (animation)     | Yoshitaka Koyama |                                 | 7 november 2014  |
| 2 | "Hill Climb Girl" | 7.18 min. | Azuma Tani Takeshi Miyagi (3D)               | Yasuyuki Sasaki  |                                 | 14 november 2014 |
| 3 | "Me! Me! Me!" | 7.55 min. | Hibiki Yoshizaki                             | Teddyloid Daoko  |                                 | 21 november 2014 |
| 4 | "Carnage" | 7.53 min. | Akira Honma                                  | Junichi Hoshino  |                                 | 28 november 2014 |
| 5 | "Yoshikazu Yasuhiko & Ichiro Itano: Collection of Key Animation Films"                                                 | 7.38 min. |                                              |                  | Yoshikazu Yasuhiko Ichiro Itano | 5 december 2014  |
| 6 | "20min Walk From Nishi-Ogikubo Station, 2 Bedrooms, Living Room, Dining Room, Kitchen, 2mos Deposit, No Pets Allowed." | 9.46 min. | Takeshi Honda Mahiro Maeda                   |                  |                                 | 12 december 2014 |
| 7 | "Until You come to me."                                                                                                | 6.40 min. | Tadashi Hiramatsu                            | Shiro Sagisu     |                                 | 19 december 2014 |
| En Neon Genesis Evangelion-kortfilm som utspelar sig efter filmen Evangelion: 3.0 You Can (Not) Redo. | |           |                                              |                  |                                 |                  |
| 8 | "Tomorrow from there"                                                                                                  | 6.40 min. | Akemi Hayashi                                | Avaivartika      |                                 | 9 januari 2015   |
| 9 | "Denkou choujin Gridman: Boys Invent Great Hero"                                                                       | 7.06 min. | Akira Amemiya                                |                  |                                 | 16 januari 2015  |
| Producerades på Trigger.                                                                              | |           |                                              |                  |                                 |                  |
| 10 | "Yamadeloid" | 6.37 min. | Takashi Horiuchi Masahiro Emoto Ichiro Itano |                  | Graphinica                      | 23 januari 2015  |
| Animerades hos Graphinica.                                                                            | |           |                                              |                  |                                 |                  |
| 11 | "Power Plant No.33" | 7.48 min. | Yasuhiro Yoshiura                            |                  |                                 | 30 januari 2015  |
| Animerades hos Trigger och Studio Rikka.                                                              | |           |                                              |                  |                                 |                  |
| 12 | "Evangelion: Another Impact"                                                                                           | 6.23 min. | Shinji Aramaki Masaru Matsumoto (3D)         | Shiro Sagisu     | Mitsuru Yoshida Yuwuseki Sai    | 6 februari 2015  |
| En Neon Genesis Evangelion-kortfilm. Producerades på Sola Digital Arts och Steve N' Steven.           | |           |                                              |                  |                                 |                  |
| 13 | "Kanón" | 9.51 min. | Mahiro Maeda                                 |                  |                                 | 13 mars 2015     |
| 14 | "Sex and Violence with Machspeed"                                                                                      | 9.51 min. | Hiroyuki Imaishi                             |                  |                                 | 20 mars 2015     |
| 15 | "Obake-chan" | 9.52 min. | Shigeto Koyama                               |                  |                                 | 27 mars 2015     |